# Giro dell'Emilia Internazionale Donne Elite 2022
Il Giro dell'Emilia Internazionale Donne Elite 2022, nona edizione della corsa, valevole come ultima prova dell'UCI Women's ProSeries 2022 categoria 1.Pro, si svolse il 1 ottobre 2022 su un percorso di 89,7 km, con partenza da Carpi e arrivo a San Luca, in Italia. La vittoria fu appannaggio dell'italiana Elisa Longo Borghini, la quale completò il percorso in 2h11'53", alla media di 40,809 km/h, precedendo la statunitense Veronica Ewers e la connazionale Sofia Bertizzolo.
Sul traguardo del San Luca 121 cicliste, su 123 partite da Carpi, portarono a termine la competizione.

## Squadre e corridori partecipanti[3][4]
| N.      | Cod. | Squadra                       |
| ------- | ---- | ----------------------------- |
| 1-6     | TFS  | Trek-Segafredo                |
| 11-16   | TIB  | EF Education-Tibco-SVB        |
| 21-26   | FSF  | FDJ Suez Futuroscope          |
| 31-36   | MOV  | Movistar Team                 |
| 41-46   | CGS  | Roland Cogeas Edelweiss Squad |
| 51-56   | BEX  | Team BikeExchange-Jayco       |
| 61-66   | UAD  | UAE Team ADQ                  |
| 71-76   | VAI  | Aromitalia-Basso Bikes-Vaiano |
| 81-86   | BPK  | BePink                        |
| 91-96   | BTW  | Born To Win G20 Ambedo        |
| 101-106 | BTC  | BTC City Ljubljana Scott      |

| N.      | Cod. | Squadra                       |
| ------- | ---- | ----------------------------- |
| 111-116 | WNT  | Ceratizit-WNT Pro Cycling     |
| 121-126 | SBT  | Isolmant-Premac-Vittoria      |
| 131-136 | PHV  | Parkhotel Valkenburg          |
| 141-146 | PLP  | Plantur-Pura                  |
| 151-156 | SER  | Servetto-Makhymo-Beltrami TSA |
| 161-166 | MDS  | Team Mendelspeck              |
| 171-176 | TOP  | Top Girls Fassa Bortolo       |
| 181-186 | VAL  | Valcar-Travel & Service       |
| 191-196 | WCC  | WCC Team                      |
| 201-206 | UKR  | Ucraina                       |
| 201-206 | FRA  | Francia                       |

## Ordine d'arrivo (Top 10)
| Pos. | Corridora            | Squadra    | Tempo    |
| ---- | -------------------- | ---------- | -------- |
| 1    | Elisa Longo Borghini | Trek       | 2h11'53" |
| 2    | Veronica Ewers       | EF         | a 3"     |
| 3    | Sofia Bertizzolo     | UAE        | a 8"     |
| 4    | Arlenis Sierra       | Movistar   | a 9"     |
| 5    | Yara Kastelijn       | Plantur    | s.t.     |
| 6    | Marta Cavalli        | FDJ        | a 14"    |
| 7    | Amanda Spratt        | BikeEx.    | a 24"    |
| 8    | Rasa Leleivytė       | Aromitalia | a 31"    |
| 9    | Évita Muzic          | FDJ        | s.t.     |
| 10   | Coralie Demay        | Francia    | s.t.     |